# Igreja Matriz de Santa Cruz (Madeira)
Die Igreja Matriz de Santa Cruz (deutsch: Hauptkirche von Santa Cruz) ist eine Kirche in Santa Cruz auf Madeira. Sie ist unter den Bezeichnungen Igreja Paroquial de Santa Cruz (deutsch: Pfarrkirche von Santa Cruz) und Igreja de São Salvador (deutsch: Erlöserkirche) seit 1948 als geschütztes Kulturdenkmal eingetragen (Stufe IIP, Imóvel de Interesse Público).

## Geschichte
Bereits im Jahr 1500 galt die alte Kirche Igreja do Salvador von Santa Cruz als zu klein, um die gesamte Bevölkerung der Region aufnehmen zu können, die sonn- und feiertags an den Gottesdiensten teilnahm. Deswegen wurde der Bau einer neuen Mutterkirche beschlossen, für die Gomes Vaz ein Stück Land spendete.
Im Jahr 1502 gab der König Manuel I. die Genehmigung und sicherte die Finanzierung für den Beginn des Baus der neuen Erlöserkirche, die die ursprüngliche Kapelle ersetzen sollte. Mit der Durchführung wurde der in Santa Cruz hoch angesehene Adlige João de Freitas vom Hof Manuels I. beauftragt, Mitgründer der barmherzigen Santa Casa da Misericórdia de Santa Cruz und der Santa Cruz auch die Erhebung zur Gemeinde mit Status einer selbstverwaltenden Vila brachte.:152:154
Baubeginn war 1507, die Kirche wurde im frühen 16. Jahrhundert im manuelinisch-spätgotischen Stil mit einem dreischiffigen Grundriss im Stil der Kathedrale von Funchal fertiggestellt. Der Architekt war wahrscheinlich Diogo Boitaca. Nach dem Erdbeben vom März 1748 gab es Wiederherstellungsarbeiten.
Mehrere Kunsthistoriker hatten sich im 20. Jahrhundert mit der Innenarchitektur beschäftigt, darunter Manuel C. de Almeida Cayola Zagallo (1915–1970) und neuerdings Isabel Santa Clara, die die Anordnung eines sechsteiligen Polyptichons und Altarretabels zu rekonstruieren suchte und den direkten Einfluss italienischer Maler des Manierismus  auf Madeira und in dieser Kirche darstellte.:153:154
- Im Innern der Kirche: Polyptichon und Altarretabel
- Rekonstruierte Anordnung der Altarbilder nach Isabell Santa Clara
- Verkündigung
- Anbetung der Hirten
- Anbetung der drei Weisen
- Kalvarienberg
- Wiederauferstehung
- Beweinung Christi

In der Literatur wird die Kirche gelegentlich auch als Igreja Matriz de Santa Cruz (do Salvador) bezeichnet.